# Vanna Bonta
Vanna Marie Bonta (* 3. April 1958 in Florenz, Italien; † 8. Juli 2014 in Los Angeles, Kalifornien) war eine US-amerikanische Schriftstellerin und Filmschauspielerin.
Sie war die Tochter einer italienischen Kunstmalerin und eines US-amerikanischen Offiziers und die Enkelin von Luigi Ugolini.

## Autorin
Ihr Buch Flug: ein Quantum-Fiction-Roman (Meridian House, 1995) spielt in parallelen Welten und erzählt die Abenteuer eines unter Amnesie leidenden Mädchens ohne Nabel. Mit dem Buch wolle sie eine neue literarische Gattung des 21. Jahrhunderts einführen.

## Filmarbeit

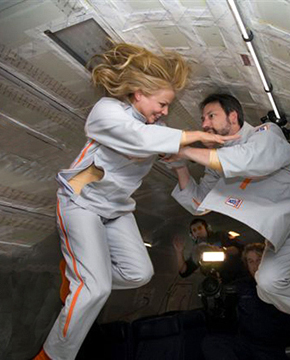
Vanna Bonta mit ihrem Ehemann im Moment der Mikrogravitation während eines Fluges mit der G-Force One für Aufnahmen zu der Dokumentationsreihe Geheimnisse des Universums mit dem 2suit; siehe auch Sex im Weltraum

Bonta trat in Geheimnisse des Universums, Staffel 3, Episode 4 "Sex im Weltraum" auf und sprach darüber, wie der von ihr erfundene "2suit", ein Raumanzug, der Geschlechtsverkehr ermöglichen soll, verwendet werden könnte, um Vertrautheit in der Schwerelosigkeit im Hinblick auf die Besiedlung anderer Planeten zu erreichen. Eine Dokumentation des History Channel filmte sie beim Test des 2suit in der Schwerelosigkeit, der Bontas zweiten Parabelflug darstellte. Sie war eine Verfechterin der Weltraumforschung. Sie hatte einen Cameo-Auftritt im Fantasy-Film The Beastmaster.
Bonta verfasste den Plot der Episode "Irgendwann", für die erste Staffel von Raumschiff Enterprise: Das nächste Jahrhundert. Sie hatte zahlreiche Rollen als Synchronsprecherin in Spielfilmen wie Die Schöne und das Biest (Disney). Sie war die Computerstimme im Film Demolition Man.

## Sonstiges
Ein Porträt von ihr als junges Mädchen wurde vom florentinischen Künstler Pietro Annigoni gezeichnet.
Sie stand Modell für das Werk "Ex Nihilo" (Out of Nothing) von Frederick Hart, dem Tympanon am vorderen Westeingang der Washington National Cathedral in Washington D.C.

## Veröffentlichte Werke

### Bücher
- Vanna Bonta: Flight: a quantum fiction novel. Meridian House, 1995, ISBN 0-912339-17-9.
- Vanna Bonta: Degrees: thought capsules (poems) and micro tales on life, death, man, woman & art. Dora Books, 1989, ISBN 0-912339-05-5.
- Vanna Bonta: Shades of the world. Dora Books, 1985, ISBN 0-912339-01-2.

### Essays
- Der Einfluss von Raumfahrtaktivitäten auf Gesellschaft. ESA Publications, 2005, ISBN 92-9092-582-5.[22][23]
- Vanna Bonta: Der Kosmos als Gedicht. 1994.
- Vanna Bonta: Stand der Technik. 2000.
- Vanna Bonta: Il Cosmo Come Poesia. Beacon Hill, 2008 (italienisch).
- Il Cosmos Come Poesia - Città di Vita, Bimestrale di religione, arte, scienza - Issue V; (Mai 2008, Oktober 2011)[24]
- Raum: was Liebe got zu tun, The Space Review (24. Okt. 2004)[25]

### Kurzgeschichten
- Vanna Bonta: Gewöhnliche Heiligen Tage. 1992.
- Vanna Bonta: Mutterschiff. 1992.

## Filmographie
| Jahr | Titel                                                | Rolle                               | Notizen                       |
| ---- | ---------------------------------------------------- | ----------------------------------- | ----------------------------- |
| 2012 | Dantes Inferno dokumentiert                          | Referentin: 6th Circle – der Ketzer |                               |
| 1993 | Hocus Pocus                                          | Französischlehrerin                 | (Stimme)                      |
| 2008 | Das Universum                                        | Selbst / Erfinderin                 | History Channel-Dokumentation |
| 1993 | Demolition Man                                       | Computer                            | (Stimme)                      |
| 2005 | Was geht nach oben                                   | Pianistin / Schwerelos-Fliegerin    |                               |
| 2004 | Born to Fight                                        | Mali                                | (Stimme: englische Version)   |
| 2003 | Was das Herz begehrt                                 | Krankenschwester in der Notaufnahme | (Stimme)                      |
| 1991 | Feivel der Mauswanderer: Feivel geht Nordwest        |                                     | (Stimme)                      |
| 1991 | Sleeping Dogs – Tagebuch eines Mörders               | Serenas Sekretärin                  |                               |
| 1982 | Time Walker                                          | Studentin im Labor                  |                               |
| 1982 | Beastmaster – Der Befreier                           | Zeds Frau                           |                               |
| 1991 | Die Schöne und das Biest                             |                                     | (Stimme)                      |
| 1990 | Känguruhland                                         |                                     | (Stimme)                      |
| 2002 | Twilight Zone                                        | (Stimme)                            | (TV-Serie)                    |
| 1994 | Armed and Innocent                                   | Candy                               | (Fernsehfilm)                 |
| 1986 | Agentin mit Herz                                     | Hauptdarstellerin im Theaterstück   | (TV-Serie)                    |
| 1985 | Meine bösen, bösen Wege: Die Legende von Errol Flynn | Blue Moon-Kellnerin                 | (Fernsehfilm)                 |
| 1982 | CHiPs                                                | Sekretärin                          | (TV-Serie)                    |

## Weiterführende Literatur
- Waleg Celebrities News Archive
- The Space Settlement Summit, von John Carter McKnight; The Space Daily, 20. März 2003